# Acropyga dubitata
Acropyga dubitata é uma espécie de formiga do gênero Acropyga, pertencente à subfamília Formicinae.